# Endocerida
Endocerida zijn een uitgestorven orde van weekdieren uit de klasse van de Cephalopoda (inktvissen).

## Taxonomie
De volgende taxa worden bij de orde ingedeeld:
- † Familie Allotrioceratidae Flower, 1955
- † Familie Botryceratidae Flower, 1968
- † Familie Chihlioceratidae Grabau, 1922
- † Familie Cyrtendoceratidae Hyatt in Zittel, 1900
- † Familie Emmonsoceratidae Flower, 1958
- † Familie Endoceratidae Hyatt, 1883
- † Familie Humeoceratidae Teichert, 1964
- † Familie Manchuroceratidae Kobayashi, 1935
- † Familie Najaceratidae Flower, 1976
- † Familie Piloceratidae Miller, 1889
- † Familie Proterocameroceratidae Kobayashi, 1937
  -  † Geslacht Proterocameroceras Ruedemann, 1905
    -  † Orthoceras brainerdi Whitfield, 1886
      - =  † Cameroceras brainerdi (Whitfield, 1886)
      - =  † Proterocameroceras brainerdi Whitfield, 1886

    -  † Proterocameroceras valhallfonnense Kröger & Pohle, 2021[1]
- † Familie Thylacoceratidae Teichert & Glenister, 1954
- † Familie Yorkoceratidae Flower, 1968